# Lista över sniglar i Sverige
I Sverige förekommer 22 (23) arter av sniglar. Sniglar är en polyfyletisk organismgrupp, se vidare sniglar.
- Familj Skogssniglar (Arionidae)
  - Svart skogssnigel (Arion ater)
  - Gråsidig skogssnigel (Arion circumscriptus)
  - Trädgårdssnigel (Arion distinctus)
  - Parksnigel (Arion fasciatus)
  - Dvärgsnigel (Arion intermedius)
  - Mördarsnigel (Arion vulgaris)
  - Röd skogssnigel (Arion rufus)
  - Vitsidig skogssnigel (Arion silvaticus)
  - Brun skogssnigel (Arion fuscus)
- Familj Masksniglar (Boettgerillidae)
  - Masksnigel (Boettgerilla pallens)
- Familj Kölsniglar (Limacidae)
  - Gråsvart kölsnigel (Limax cinereoniger)
  - Pantersnigel (Limax maximus)
  - Källarsnigel (Limacus flavus) - tillfällig
  - Trädsnigel (Lehmannia marginata)
  - Valentinsnigel (Ambigolimax valentianus)
  - Svampsnigel (Malacolimax tenellus)
- Familj Fältsniglar (Agriolimacidae)
  - Ängssnigel (Deroceras agreste)
  - Sumpsnigel (Deroceras laeve)
  - Växthussnigel (Deroceras invadens)
  - Åkersnigel (Deroceras reticulatum)
  - Hammarsnigel (Deroceras sturanyi)
- Familj Sydsniglar (Milacidae)
  - Mörk sydsnigel (Milax gagates) (tillfällig)

Utöver dessa har även Krynickillus melanocephalus observerats.